# دبا (دبا)
دبا منطقة سكنية تقع في ولاية دبا، التابعة لمحافظة مسندم في سلطنة عمان. يقدر عدد سكانها بـ 6403 نسمة حسب إحصاء عام 2010 التابع للمركز الوطني للإحصاء والمعلومات الحكومي. رمز المنطقة هو 30200000.

## الوصلات الخارجية
- المركز الوطني للإحصاء والمعلومات، سلطنة عمان